# Lisandro López (ur. 1989)
Lisandro Ezequiel López Dessypris (ur. 1 września 1989 w Villa Constitución) – argentyński piłkarz występujący na pozycji środkowego obrońcy w saudyjskim klubie Al-Khaleej oraz w reprezentacji Argentyny. Posiada także obywatelstwo hiszpańskie.

## Kariera klubowa
López zadebiutował w Chacarita Juniors 30 czerwca 2009 w wygranym 2-0 spotkaniu z Club Almagro. W najwyższej klasie rozgrywkowej zadebiutował 22 sierpnia 2009 w przegranym 1-2 spotkaniu z CA Tigre. Łącznie dla drużyny z Buenos Aires rozegrał 25 spotkań, w których zdobył 2 bramki.
W lipcu 2010 przeniósł się na zasadzie wolnego transferu do drużyny Arsenal Sarandí. W nowej drużynie López zadebiutował 7 sierpnia 2010 w przegranym 1-2 spotkaniu z Lanús. Łącznie w zespole z Sarandí rozegrał 102 spotkania, w których zdobył 17 bramek. Zdobył także 2 trofea - Superpuchar Argentyny w 2012 oraz Torneo Clausura 2012.
10 lipca 2013 López podpisał 5-letni kontrakt z Benficą. W kontrakt obrońcy została wpisana kwota odstępnego 35 milionów euro.
15 stycznia 2018 został wypożyczony do Interu za 500 tysięcy euro, z opcją wykupu na koniec sześciu miesięcy z całej karty ustalonej na 9 milionów, zadebiutował w Serie A 11 lutego, podczas wygranej 2-1 z Bolonią. 3 sierpnia 2018 podpisał kontrakt z Genuą.

## Kariera reprezentacyjna
W reprezentacji Argenyny zadebiutował 17 marca 2011 w wygranym 4-1 towarzyskim spotkaniu z Wenezuelą, które rozegrano w San Juan.